# کالودللا
کالودللا (به لاتین: Kaludella) یک منطقهٔ مسکونی در سری‌لانکا است که در استان مرکزی (سری‌لانکا) واقع شده‌است.